# فرودگاه شهری بوفالو (اکلاهما)
فرودگاه شهری بوفالو (اکلاهما) (به انگلیسی: Buffalo Municipal Airport (Oklahoma)) یک فرودگاه همگانی بهره‌برداری هوایی است که یک باند فرود آسفالت دارد و طول باند آن ۱۲۱۹ متر است. این فرودگاه در کشور ایالات متحده آمریکا قرار دارد و در ارتفاع ۵۵۵ متری از سطح دریا واقع شده‌است.